# Преподобни мученик Нектарије
Преподобни мученик Нектарије је православни светитељ и мученик. 
Рођен је у месту Вриул у Малој Азији у Ефеској епархији. На крштењу је добио име Никола. После смрти оца, оставши сироче у својој седамнаестој години и налазећи се у крајњој беди, радио је као чобанин код богатог Хусеинаге. У то време владала је куга, од које су умирала читава села. Газда га је преварио да прими муслиманску веру слажући га да је то једини начин да сачува живот. Када се као муслиман вратио својој мајци, она му је рекла: „одлази од мене, не познајем те. Ја сам те родила као хришћанина а не као Турчина.“ Након тога он се горко покајао, озишао је на Свету Гору и тамо се замонашо у скиту свете Ане узевши име Нектарије. 
Примивши монаштво, Нектарије стаде додавати труд на труд, проводећи ноћи у бденију, молитви и коленопреклоњењу. Хранио се само хлебом са водом.  
Решен да положи свој живот за Исуса Христа и тиме опере свој грех он се након више година поста и молитве вратио у Вриул. Тамо је јавно исповедио хришћанску веру. Због тога је мучен, осуђен на смрт и убијен одсецањем главе. Пострадао је 11. јула 1820. год. у својој 21 години.
Житије светог Нектарије овако описује његове последње дане:  „Видећи мученикову смелост, кнез му стаде ласкаве речи говорити: Пријателу мој! дођи к себи, пожали младост и лепоту своју, држи нашу веру, и ја ћу те начинити својим сином, и окружићу те свима благима, и ставићу те изнад свих блиских мени. У противном случају, наредићу да те муче, па потом убију као најгорег неваљалца. - Мученик му одговори: Богатство твоје, почасти и слава нека буду теби на погибао! О мукама пак и срамној смрти не водим рачуна, јер сам ради тога и довео себе овде. Дакле, чини са мном што хоћеш, а ја се ни за шта на свету нећу одрећи Господа Христа.Видећи себе посрамљена, кнез нареди да мученика поново вргну у тамницу, и да му ставе око врата синџир још тежи од оног првог, а да му ноге закују у букагије. Али блажени исповедник благодушно подношаше страдање, јер љубав ка Господу Христу заглушиваше телесне болове. У то време старац Стефан и други благочестиви хришћани узношаху молитве к Свевишњем Богу, да Он укрепи у подвизима светог мученика. Неки пак храбрији хришћани пробише се к њему у тамницу и предадоше му Свете Тајне, послате му од Стефана. Причестивши се, свститељ још више ојача духом. Међутим и кнез, по потајном дејству исконског непријатеља рода људског ђавола, не жељаше пустити из својих руку жртву и стараше се на све могуће начи не да преко угледних грађана одврати мученика од Христа. Али када виде да је мученик непоколебљив у својој вери, он онда нареди да га муче. Џелати стадоше мучити светитеља бездушно: бијаху га моткама, па му онда покриваху главу усијаним гвозденим чинијама. После таквих жестоких мучења, која су се понављала не једанпут, светитељ је губио свест, и тада су га бацали у тамницу. Но сутрадан су налазили мученика здрава и неповређена, јер га је невидљива сила Божја исцељивала. Видећи то, муслимани падаху у недоумицу и уједно с тим сазнаваху своју немоћ. Стога кнез нареди да се мученику одруби глава. То би учињено на тргу Малказа једанаестог јула 1820 године, када мученику беше двадесет прва година. И чиста душа светог мученика одлете у небеске обитељи.Безумни мучитељ нареди да се тело мучениково баци у сув бунар, па затрпа земљом и камењем. То би тачно извршено од ревносних слугу мучитељевих. Али кроз неколико дана побожни хришћани успеше да тајно изваде из бунара свете мошти, и разделише их међу собом на освећење: један део узс старац преподобномученика Нектарија, Стефан, и пренесе га у Свету Гору Атонску; други део узе мученикова мајка, а трећи - месни хришћани. ”
Православна црква прославља светог Нектарија 11. (24.) јула.